# Kortstekeldoornhaai
De kortstekeldoornhaai (Squalus mitsukurii) is een haai uit de familie van doornhaaien (Squalidae) en behoort derhalve tot de orde van doornhaaiachtigen (Squaliformes). De vis kan een lengte bereiken van 110 centimeter.

## Leefomgeving
De kortstekeldoornhaai is een zoutwatervis. De vis prefereert diep water en komt voor in de Grote en Indische Oceaan op dieptes tussen 0 en 950 meter.

## Relatie tot de mens
De kortstekeldoornhaai is voor de visserij van beperkt commercieel belang. In de hengelsport wordt er weinig op de vis gejaagd.